# 雷吉斯·菲爾賓
雷吉斯·法蘭西斯·澤維爾·菲爾賓（英語：Regis Francis Xavier Philbin，1931年8月25日—2020年7月24日）是美國的一位電視節目主持人、演員和歌手。他從1960年代就開始主持脫口秀和遊戲節目，被一些人（如詹姆士·布朗）稱為「演藝圈最勤奮的人」。他是在電視攝影機前花費最多時間的金氏世界紀錄保持者。